# 足立源一郎
足立 源一郎（あだち げんいちろう、1889年〈明治22年〉7月8日 - 1973年〈昭和48年〉3月31日）は、日本の画家、作家、登山家。山岳作家として国内外に足跡を残し、『滝谷ドームの北壁』『北穂高岳南峰』など、数々の名作を世に送り出した。

## 略歴
大阪府大阪市南船場生まれ。1905年に京都市立美術工芸学校（現：京都市立芸術大学）に入学し、翌年からは京都岡崎に新設された関西美術院にも通って浅井忠や鹿子木孟郎の指導を受けた。
1907年に上京して太平洋画会研究所に入る。さらに柚木久太の勧めで1914年から渡欧。1914年〜1918年、1923年〜1926年の7年のパリへの渡欧を経て画家としての基礎を学ぶ。帰国後は小杉未醒、岸田劉生、木村荘八らと共に春陽会（1922年）を、石井鶴三らと共に日本山岳画協会（1936年）を設立した。また、山本鼎の農民美術運動にも協力している。1年の大半を北アルプスで過ごし、多数の山岳画を残した。モチーフが山に偏ってしまったためか、1941年（昭和16年）第4回新文展に出品した『初夏の八甲田』については、新聞の批評にて「足立君の官能はもう全く委縮してしまっているから評無し」と酷評されている。
1971年（昭和46年）最後の登山として長屏山へ登る。1973年（昭和48年）最終作『春の穂高岳』を仕上げ、同年3月31日に胃癌と老衰のため神奈川県鎌倉市の自宅で死去。
作風は現場主義として知られる。また、『山に描く』『ヴァン・ゴッホ』など、文筆家としても知られ、近代美術の発展に多大な貢献を遺した。1919年に自身の設計により建築した奈良県奈良市高畑町の居宅は、中村家住宅（旧足立家住宅）として国の登録有形文化財に登録されており、現在は喫茶店になっている。

## 作品
- 『日暈西鎌尾根にて』（1942年、市立大町山岳博物館所蔵）
- 『滝谷ドームの北壁』（1952年、安曇野山岳美術館所蔵）
- 『北穂高岳南峰』（1957年、安曇野山岳美術館所蔵）
- 『劔嶽鶴ヶ御前にて』（1959年、市立大町山岳博物館所蔵）

## 文献
- 『画家足立源一郎の記録』（足立源一郎・足立朗著、三好企画）